# Manuel Gurrea
Manuel Gurrea (Olite, 1790 - Andoáin, 29 de mayo de 1837) fue un militar español que participó en la Primera Guerra Carlista.  

## Biografía
Durante la ocupación napoleónica en Navarra los hermanos Gurrea fueron de los primeros que se alzaron. Se unirían a las guerrillas organizadas por Javier Mina en Navarra y que prosiguieron con Espoz y Mina. Bajo el mando de Francisco Espoz y Mina participó en el levantamiento de 1814 y tras su fracaso se exilió a Francia. En 1823 lucha contra los Cien mil hijos de San Luis y, tras una nueva derrota, se le envía al exilio. En 1830, al mando de una brigada, toma parte en la entrada liberal que el general Espoz y Mina  hizo en tierras navarras. 
Fue comandante de una de las columnas isabelinas en la Primera Batalla de Arquijas que tuvo lugar el 15 de diciembre de 1834. Murió durante el asalto dirigido por Espartero para abrirse paso desde San Sebastián sobre el puente de Andoáin el 29 de mayo de 1837 en seguimiento de la Expedición Real.  
Fue enterrado en el llamado Cementerio de los Ingleses en el monte Urgull de San Sebastián.